# Lu'ay al-Atassi
Lu'ay al-Atassi (1926–Novembro de 2004) (em árabe: لؤي الأتاسي) foi um comandante sênior do exército sírio e posteriormente  Presidente da Síria entre 9 de março e 27 de julho de 1963.

## Carreira
Atassi nasceu em Homs, em 1926, pelo politicamente proeminente clã al-Atassi. Ele entrou para o corpo de oficiais, depois de se formar na Academia Militar de Homs, em meados da década de 1940, e combateu durante a guerra árabe-israelense de 1948 na Palestina. Em 1954, o presidente Hashim al-Atassi nomeou-o Chefe do Protocolo Militar. Foi transferido para o Egito, onde serviu como adido militar adjunto na embaixada síria no Cairo, em 1956. Lá, ele se tornou um apoiador do presidente egípcio Gamal Abdel Nasser e suas políticas pan-arabistas. Atassi estava entre os oficiais sírios que fizeram lóbi pela unidade com o Egito, que foi realizada em fevereiro de 1958 com a formação da República Árabe Unida (RAU). 
Atassi criticou secessão da Síria da união em setembro de 1961 depois de um golpe militar no mesmo ano. Em abril de 1962, os oficiais unionistas liderados por Jassem Alwan encenaram uma tentativa de golpe contra o governo. Alwan, Hamad Ubayd e Muhammad Umran lideraram os esforços em Alepo e Homs, enquanto Atassi liderou a operação em Deir ez-Zor. Segundo o historiador Sami Moubayed, Atassi tentou mediar uma trégua entre os golpistas e o governo, mas foi incapaz. Depois da tentativa de golpe, ele foi enviado para a embaixada síria em Washington D.C. para servir como adido militar. Os oficiais foram presos e levados a julgamento militar, onde Atassi foi convocado para depor contra eles, mas recusou-se a deixar suas simpatias com os oficiais. Atassi foi, consequentemente, detido e preso na prisão de Mezzeh de Damasco. 

## Presidente da Síria

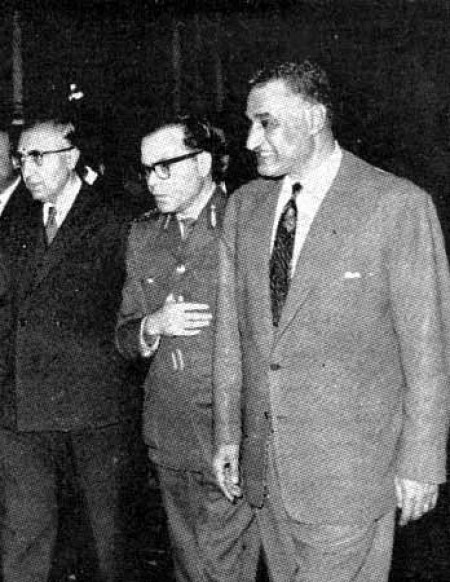
Atassi (centro) com o presidente egípcio Gamal Abdel Nasser (à direita) e o primeiro-ministro sírio Salah Bitar (à esquerda) durante as discussões tripartidas de unidade entre Egito, Síria e Iraque, no Cairo, início de abril de 1963.

Em 8 de março de 1963, uma coalizão de oficiais nacionalistas árabes organizados pelo Comitê Militar do Partido Ba'ath lançou um golpe militar, derrubando o governo secessionista de Nazim al-Qudsi. Os oficiais imediatamente libertaram Atassi e o indicaram para o Conselho Nacional para o Comando Revolucionário, o governo interino efetivo do país,  e fizeram dele presidente em 23 de março. Atassi não era Nasser ou um baathista, mas um nacionalista árabe politicamente independente, semelhante ao general Ziad al-Hariri, que foi o principal líder do golpe de Estado e foi feito Chefe do Estado-Maior após a sua realização.  Do ponto de vista do Comitê, Atassi era ideal para o cargo, porque ele não tinha uma base de apoio e, portanto, não representava nenhuma ameaça à supremacia da junta militar. Seus poderes presidenciais eram limitados e, na prática, ele serviu mais como um líder figurehead. 
Em 18 de julho, Atassi liderou uma delegação síria para Alexandria, no Egito, para reparar as relações do governo sírio com Nasser que depois que dezenas de oficiais nasseristas foram removidos de seus postos de alto escalão entre o final de abril e início de maio pelo Comitê Militar. No mesmo dia, o oficial nasserista, Jassem Alwan, liderou um golpe contra os baathistas, mas não conseguiu. Muitas pessoas foram mortas na tentativa de golpe e 20 oficiais participantes foram executados pelo governo dominado por baathistas. Desaprovando a maneira pela qual os oficiais golpistas foram tratados, Atassi renunciou em 27 de julho. A partir daí, ele se aposentou de toda atividade política.

## Vida posterior e morte
Atassi viveu o resto de sua vida em Homs, até sua morte, em novembro de 2004.